# 太陽〜ティダ〜
『太陽～ティダ～』（てぃだ）は、スパークリング☆ポイントの2枚目のオリジナルアルバム。2006年7月19日にGIZA studioから発売された。

## 内容
初回特典はブックレット「スパクリ通BOOK」とトレーディングカード2枚が封入されている。ジャケットではタイトル部分が「太～ティダ～陽」になっている。「いきゅんにゃかな」は奄美大島民謡のカバーで、亜衣里いわく「ラップで自己紹介が入っているし、アレンジもヒップホップになっている」とのこと。
前作に比べて無名の作曲家を多数起用している。

## 批評
CDジャーナルは「オリジナルに関しては、特に奄美や沖縄のテイストがあるわけではなく、誰にでも聴きやすいポップス」と評した。

## 収録曲
全曲　作詞：スパークリング☆ポイント
1. Here we go!
  - 作曲・編曲：新井健史
2. キミキラSunshine
  - 作曲：大野愛果、編曲：Dr. SHINGO
  - 7thシングル
3. FIRST LAST KISS
  - 作曲：小澤正澄、編曲：NAKEDGRUN
4. いきゅんにゃかな
  - 作詞・作曲：不明、編曲：katsuo
  - 作詞・作曲のクレジットには「Unknown」と表記。
5. 太陽（ティダ）の唄
  - 作曲：川本宗孝、編曲：小林哲
  - 5thシングルのカップリング。
6. 卒業〜虹色DAYS〜
  - 作曲：徳永暁人、編曲：小澤正澄
  - 6thシングル。
7. アテンション プリ～ズ!
  - 作曲・編曲：長倉淳
  - 6thシングルのカップリング。
8. Limitation in summer
  - 作曲：高田浩一、編曲：坂優也
9. GO GO WIN!!
  - 作曲・編曲：Sadako Nakamiya Empress
10. 毎日アドベンチャー
  - 作曲：三好誠、編曲：大賀好修
  - 5thシングル。
11. キーライムの空
  - 作曲：須崎晟大郎、編曲：岡本仁志
12. 七色OCEAN
  - 作曲：高田浩一　編曲：小林哲

## レコーディング参加
- 岩井勇一郎 - ギター(#9)
- 浜崎裕司 - ギター(#2)
- 鶴屋裕一 - ドラム(#9)